# Waldemar Magunia
Waldemar Magunia, född 8 december 1902 i Königsberg (nuvarande Kaliningrad), död 16 februari 1974 i Oldenburg, var en tysk nazistisk politiker och Brigadeführer i Sturmabteilung (SA). Han var 1941–1942 chef för civilförvaltningen i Bezirk Bialystok och 1942–1943 generalkommissarie för Generalbezirk Kiew i Reichskommissariat Ukraine.

## Biografi
Magunia var till yrket bagare. Han var frikårsmedlem och gick med i Nationalsocialistiska tyska arbetarepartiet (NSDAP) 1921. År 1932 blev han ledamot av den preussiska lantdagen och året därpå invaldes han i den tyska riksdagen. Från 1937 till 1941 var han distriktsledare för Deutsche Arbeitsfront (DAF) i Ostpreussen.
Den 22 juni 1941 angrep Tyskland sin tidigare bundsförvant Sovjetunionen och lyckades erövra stora fiendeterritorier. I augusti samma år inrättades Bezirk Bialystok och Magunia utsågs då till chef för dess civilförvaltning. Han blev även ställföreträdare för Erich Koch, Gauleiter i Ostpreussen.